# Villebon
Villebon é uma comuna francesa na região administrativa do Centro, no departamento Eure-et-Loir. Estende-se por uma área de 2,14 km². Em 2010 a comuna tinha 76 habitantes (densidade: 35,5 hab./km²).